# Adryas plurifumosa
Adryas plurifumosa är en stekelart som beskrevs av Pinto och Richard Owen 2004. Adryas plurifumosa ingår i släktet Adryas och familjen hårstrimsteklar.
Artens utbredningsområde är:
- Colombia.
- Ecuador.

Inga underarter finns listade i Catalogue of Life.